# Karl Chmielewski
Karl Chmielewksi (Frankfurt am Main, 16 juni 1903 – Bernau am Chiemsee, 1 december 1991) was een Duitse SS-officier en commandant van het concentratiekamp Gusen (een subkamp van Mauthausen). Zijn bijnaam was Teufel von Gusen (Duivel van Gusen).

## Levensloop
De werkeloze Chmielewski sloot zich in 1932 aan bij de SS en een jaar later bij de NSDAP. In 1935 werd hij naar het Berlijnse kamp Columbia gestuurd en in 1937 overgeplaatst naar Sachsenhausen. Tussen 1940 en 1942 diende hij als commandant van kamp Gusen, waar hij bekendstond om zijn buitengewone wreedheid. Daarna volgde zijn stationering in Kamp Vught. In 1943 werd zijn rang van hem afgenomen en werd hij aangehouden op verdenking van de verduistering van bezittingen van gevangenen. Het jaar erop werd hij veroordeeld tot 15 jaar tuchthuis. Na familiebezoek in Oostenrijk dook hij onder en wist hij vervolgens met valse papieren naar Duitsland terug te keren. Na in 1953 al door een Duitse rechtbank tot een jaar gevangenisstraf veroordeeld te zijn wegens meineed, bigamie en fraude volgde in 1961 een veroordeling tot levenslang wegens de moord op 282 personen. In 1979 werd in verband met zijn gezondheidstoestand een gratieverzoek toegewezen. Hij bracht de laatste jaren van zijn leven in Bernau am Chiemsee door.